# Nadilla

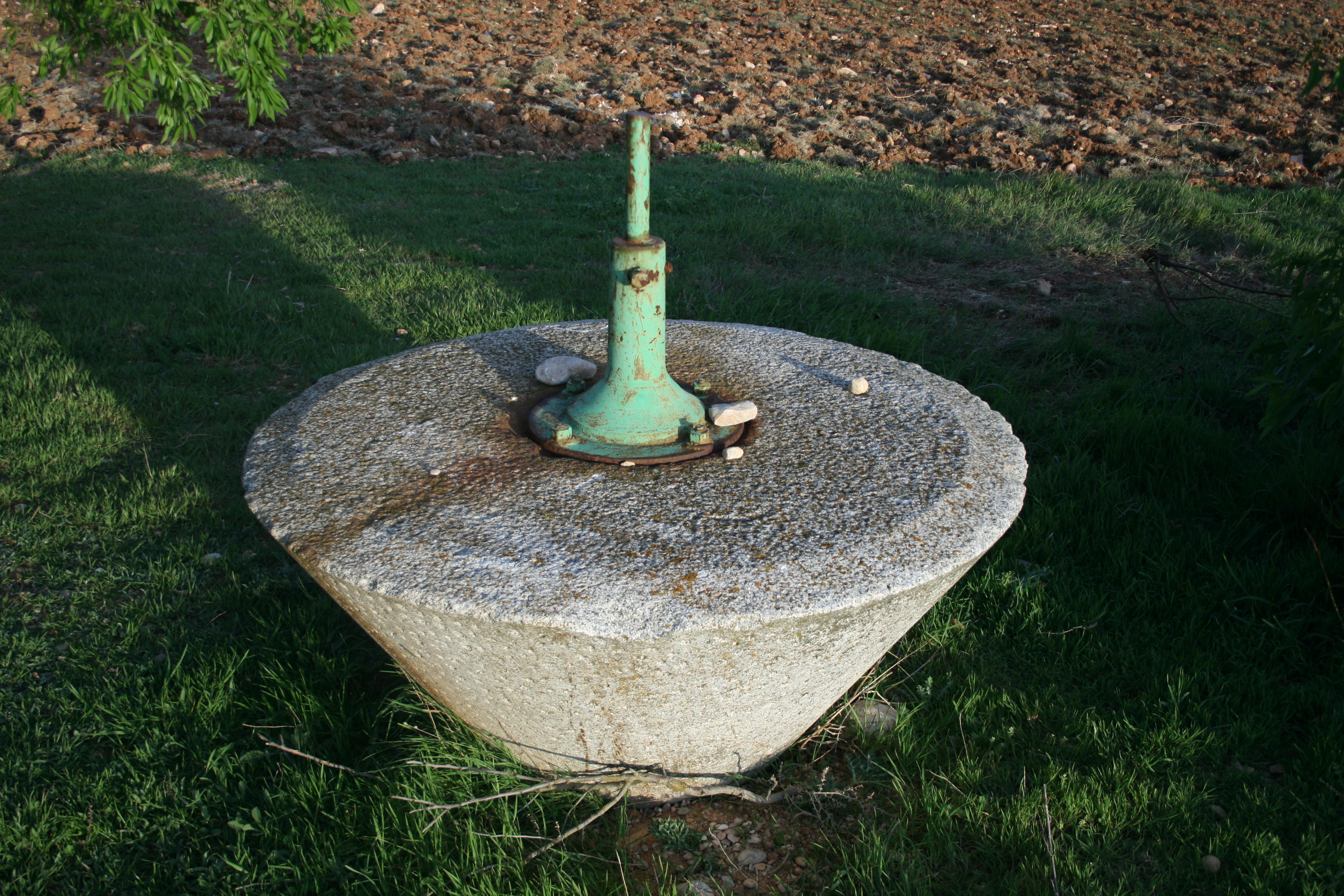
Una mola de molí d'olives amb la nadilla a l'ull.

Una nadilla és el nom que rep la peça de ferro disposada a l'ull de la mola de sota o mola sotana (també mola jussana) d'un molí fariner, sobre la qual descansa la mola que es mou o mola volant, mola alta o mola sobirana.